# 羽衣町 (西宮市)
羽衣町（はごろもちょう）は、兵庫県西宮市にある町丁。郵便番号は662-0051。

## 地理
東は安井町・寿町、西は霞町、南は御茶家所町、北は相生町と隣接している。

## 交通

### 鉄道
鉄道は走っていない。北隣相生町の阪急夙川駅が最寄り駅。

### バス
夙川駅前の停留所は当町内にある。
| 路線名   | 業者     | 起点   | 町内の停留所                   | 終点   | 備考      |
| -------- | -------- | ------ | ------------------------------ | ------ | --------- |
| 鷲林寺線 | 阪神バス | (環状) | (久出ケ谷町)-阪急夙川-(神楽町) | (環状) | 2往復のみ |

## 校区
出典:
| 区域 | 小学校     | 中学校     |
| ---- | ---------- | ---------- |
| 全域 | 夙川小学校 | 大社中学校 |

## 施設
- 片鉾池
- 夙川公園（夙川河川敷緑地）
- 西宮市立夙川公民館
- 夙川グリーンタウン